# Verrières-en-Forez
Verrières-en-Forez är en kommun i departementet Loire i regionen Auvergne-Rhône-Alpes i centrala Frankrike. Kommunen ligger i kantonen Montbrison som tillhör arrondissementet Montbrison. År 2022 hade Verrières-en-Forez 727 invånare.

## Befolkningsutveckling
Antalet invånare i kommunen Verrières-en-Forez
| Referens: INSEE |